# Cooper Taylor
Cooper Taylor (Atlanta, 4 aprile 1990) è un giocatore di football americano statunitense che gioca nel ruolo di safety per i New York Giants della National Football League (NFL). Fu scelto nel corso del quinto giro (151º assoluto) del Draft NFL 2013 dai Giants. Al college ha giocato a football all’Università di Richmond.

## Carriera professionistica

### New York Giants
Taylor fu scelto nel corso del quinto giro del Draft 2013 dai New York Giants. Debuttò come professionista nella settimana 1 contro i Dallas Cowboys. La sua stagione da rookie si concluse con 4 tackle in 10 presenze, nessuna delle quali come titolare. Nella successiva invece non scese mai in campo.

## Statistiche
| Partite totali      | 10 |
| Partite da titolare | 0  |
| Tackle              | 4  |
| Sack                | 0  |
| Intercetti          | 0  |

Statistiche aggiornate alla stagione 2014